# Goerodes ligulatus
Goerodes ligulatus är en nattsländeart som beskrevs av Gibbs 1973. Goerodes ligulatus ingår i släktet Goerodes och familjen kantrörsnattsländor. Inga underarter finns listade i Catalogue of Life.